# Parco nazionale Kosterhavet
Il parco nazionale Kosterhavet è il primo parco nazionale marino della Svezia, nella contea di Västra Götaland, nel nord della provincia di Bohuslän. Occupa una superficie di 37.000 ha, 390 dei quali si trovano sotto la superficie dell’acqua. Kosterhavet è il 29.mo parco nazionale svedese ed è uno dei siti turistici più visitati del paese (circa 100.000 visitatori all'anno).

## Provvedimenti istitutivi
Kosterhavet è il primo parco nazionale marino svedese. Data l’unicità dell’ecosistema e delle specie presenti nelle acque che circondano le isole Koster, lo scopo del parco nazionale è quello di preservare questa area marina, l’arcipelago e le aree territoriali vicine.
Già nel 1989, l'Agenzia Svedese per la Protezione dell'Ambiente suggeriva che alcune parti dell’arcipelago Koster dovessero essere tutelate come parco nazionale. I rappresentanti locali di Koster proposero la fondazione di un parco in grado di unire la conservazione ad uno sviluppo locale sostenibile. Dunque, il Consiglio Amministrativo della Contea e l'Agenzia Svedese per la Protezione dell’Ambiente iniziarono studi approfonditi sulla flora e la fauna, sia sopra che sotto la superficie del mare, proponendo inoltre un piano di gestione e regolamenti per un parco nazionale.
La prima proposta per l’istituzione di un parco nazionale fu inviata nella primavera del 2007, per una consultazione da parte dei comuni e di altre parti interessate nella zona. La proposta fu accolta molto positivamente da tutti i consulenti, così nel giugno 2008 l'Agenzia Svedese per la Protezione dell'Ambiente chiese al governo che Kosterhavet diventasse parco nazionale. La decisione ufficiale da parte del governo fu presa il 19 marzo 2009, e il parco fu ufficialmente inaugurato il 9 settembre 2009, anno del centenario dall'istituzione dei primi parchi nazionali in Svezia.

## Gestione
Il parco nazionale è gestito dal consiglio amministrativo della contea di Västra Götaland. In qualità di responsabile della gestione, il consiglio di amministrazione ha istituito una collaborazione - il Kosterhavsdelegation. Rappresentanti dei comuni, gruppi di comunità, commercianti ed altri interessati sono stati inclusi in questo gruppo. 
Il Kosterhavsdelegation opera dal 1º gennaio 2010, e ha base a Koster.
Anders Tysklind è stato nominato direttore del parco nazionale e Anita Tullrot vice capo.

## Estensione
Oltre ad una vasta distesa d'acqua, il parco nazionale comprende anche parti dell'isola di Rossö e un gran numero di isolette e scogli, soprattutto nell'arcipelago sud-ovest di Koster. La natura rigogliosa delle isole è stata a lungo protetta come riserva naturale, ma le parti meridionali e settentrionali dell’arcipelago non sono incluse nel parco nazionale, ad eccezione di un paio di aree a sud. 
Vicino al parco nazionale di Kosterhavet si trova il parco gemello norvegese, Ytre Hvaler.

## Geologia
Il substrato roccioso di Kosterhavet è molto vario. Sotto la superficie, le onde e le potenti correnti hanno regolato l'aspetto del fondo marino e hanno creato una ricca varietà di sedimenti.

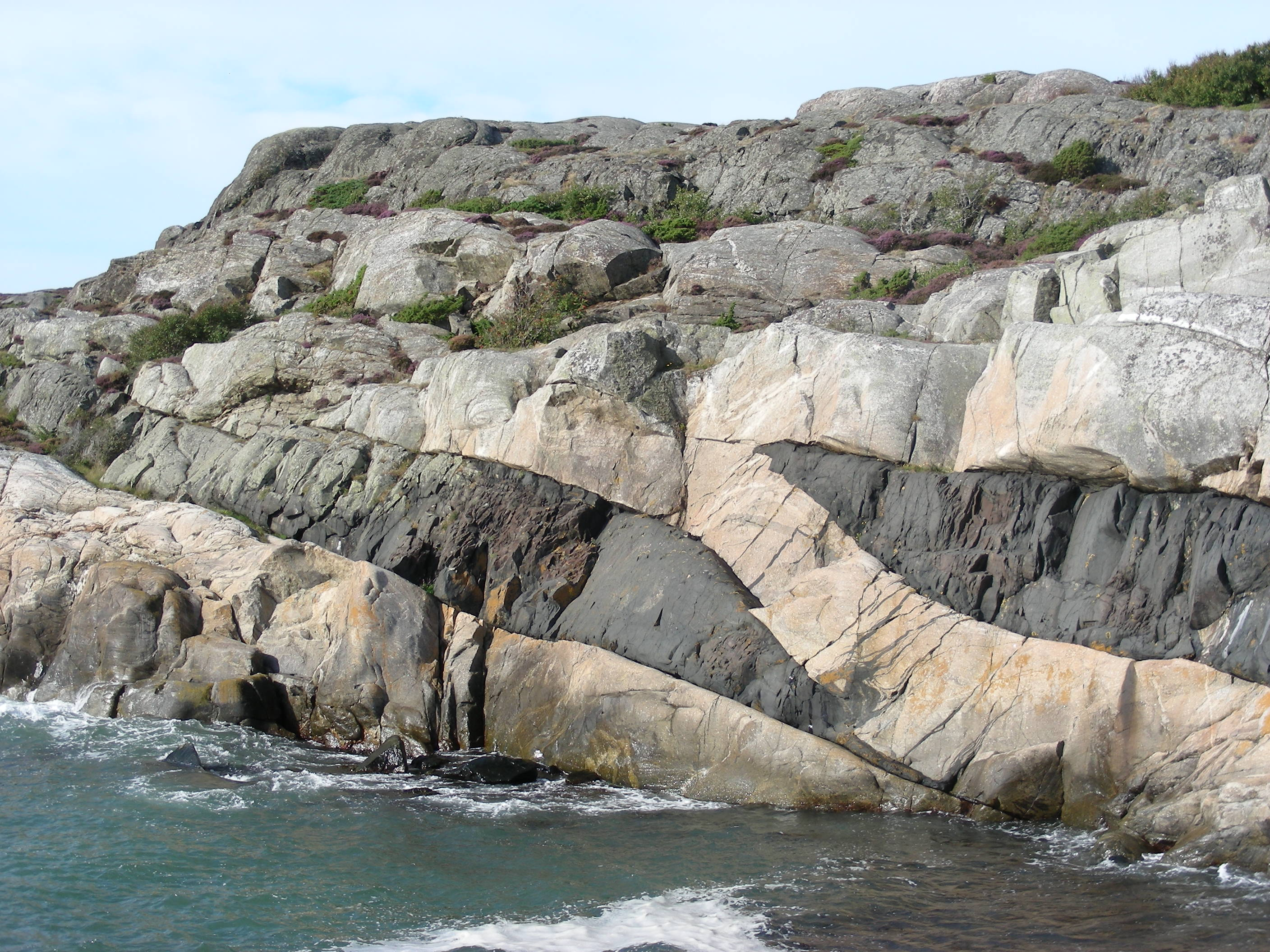

Sabbia e ghiaia occupano ampie aree, mentre fondi rocciosi rossastri e spogli non sono comuni solo nelle zone poco profonde, ma anche a profondità maggiori, a causa dell'azione delle onde e delle correnti.
Attraversando il fondo del fiordo di Koster si trova inoltre la fossa omonima, che rappresenta la più particolare formazione geologica sotto la superficie di Kosterhavet. Si tratta di una faglia di circa un chilometro, che si è formata in occasione di almeno due incidenti nella storia geologica. 
La prima volta fu circa 920 milioni di anni fa, quando granito Bohus si formò, diventando il più giovane tipo di roccia svedese. 
Ancora oggi ne vediamo tracce sotto forma di fossati di dolerite orientati a nord-sud. Il secondo evento è stato circa 250/290 milioni di anni fa: il movimento della calotta del ghiaccio interno erose la faglia di Koster, rendendola così come appare oggi.
I lati della fossa di Koster sono costituiti per lo più da precipizi di roccia nuda, mentre il fondo della parte centrale contiene uno spesso strato di sedimenti composti principalmente di argilla. La distanza dalla base rocciosa della fossa di Koster è di circa 450 m, ma con uno strato di sedimento di circa 200 m di spessore, la profondità dell'acqua nel punto più profondo è oggi di 247 m.
Koster e l'arcipelago occidentale del fiordo sono costituiti da gneiss antichi. I più comuni sono uno gneiss grigio dai toni brillanti, formatosi circa 1,6 miliardi di anni fa, e uno un po' più giovane dal colore grigio-rossastro con elementi di granito, che viene spesso chiamato gneiss-granito. I grandi movimenti nella crosta terrestre hanno distrutto la forma del substrato roccioso in diverse occasioni ed è per questo che, nel tempo, il paesaggio ha acquisito il suo particolare aspetto fratturato e piegato.
Un'altra caratteristica dell'arcipelago di Koster sono fossati di dolerite scura, che raggiungono quasi il numero di 700. Essi si formarono quando, circa 1,4 miliardi di anni fa il magma di dolerite venne spinto, dal nucleo della terra, in fessure nella crosta terrestre.
Sono presenti chiare formazioni geomorfologiche e vaste aree terrestri visibilmente modificate da sabbia e ossido di calcio. È principalmente merito del terreno, sabbioso e asciutto, che certe specie particolari riescono a prosperare nell'arcipelago di Koster, in particolare quelle che richiedono terreni ricchi di calce.

## Territorio

### Arcipelago
A ovest delle isole Koster ci sono altre piccole isole e scogli, e lo strato inferiore è qui costituito da roccia, sabbia e ghiaia di conchiglie, dato che l'azione potente delle onde ha eliminato le particelle più fini.
Qui crescono vari tipi di alghe, tra cui le alghe brune meglio sviluppate della Svezia e vari tipi di alghe rosse.
Attorno alle rocce e agli isolotti nuota la più grande popolazione di foche del Mare del Nord, e gli uccelli che nidificano qui includono edredoni, urie nere, skua e occasionali sterne artiche, i quali utilizzano le aree più riparate nelle insenature come vivai e dispense di mare. Riparati dalle zostere e dalle alghe, la piccola fauna e i giovani pesci qui trovano cibo, mentre pesci predatori come il merluzzo e l'anguilla cacciano. Sui fondali bassi e sabbiosi è inoltre possibile individuare platesse. 
Le aree superficiali riparate fungono da luoghi di riposo e di nidificazione per uccelli come germani reali, quattrocchi, alzavole e oche selvatiche.

### Area marina
Le acque intorno a Koster presentano una grande varietà di specie, piante e alghe. Si contano circa 6000 specie diverse, di cui 300 assenti altrove nel paese. 
Quest’abbondanza è motivata dal fatto che l'acqua ha abbastanza salinità per permettere a diverse forme di vita di vivere qui.
Inoltre, le ripide pareti rocciose della fossa del fiordo di Koster ricordano ambienti dell’Atlantico, molto distanti, senza contare che il fiordo è collegato anche alla Fossa Norvegese, che a sua volta è collegata all’Oceano Atlantico. Di conseguenza, molte specie che altrimenti esisterebbero solo lì vivono anche nelle profondità del fiordo di Koster.

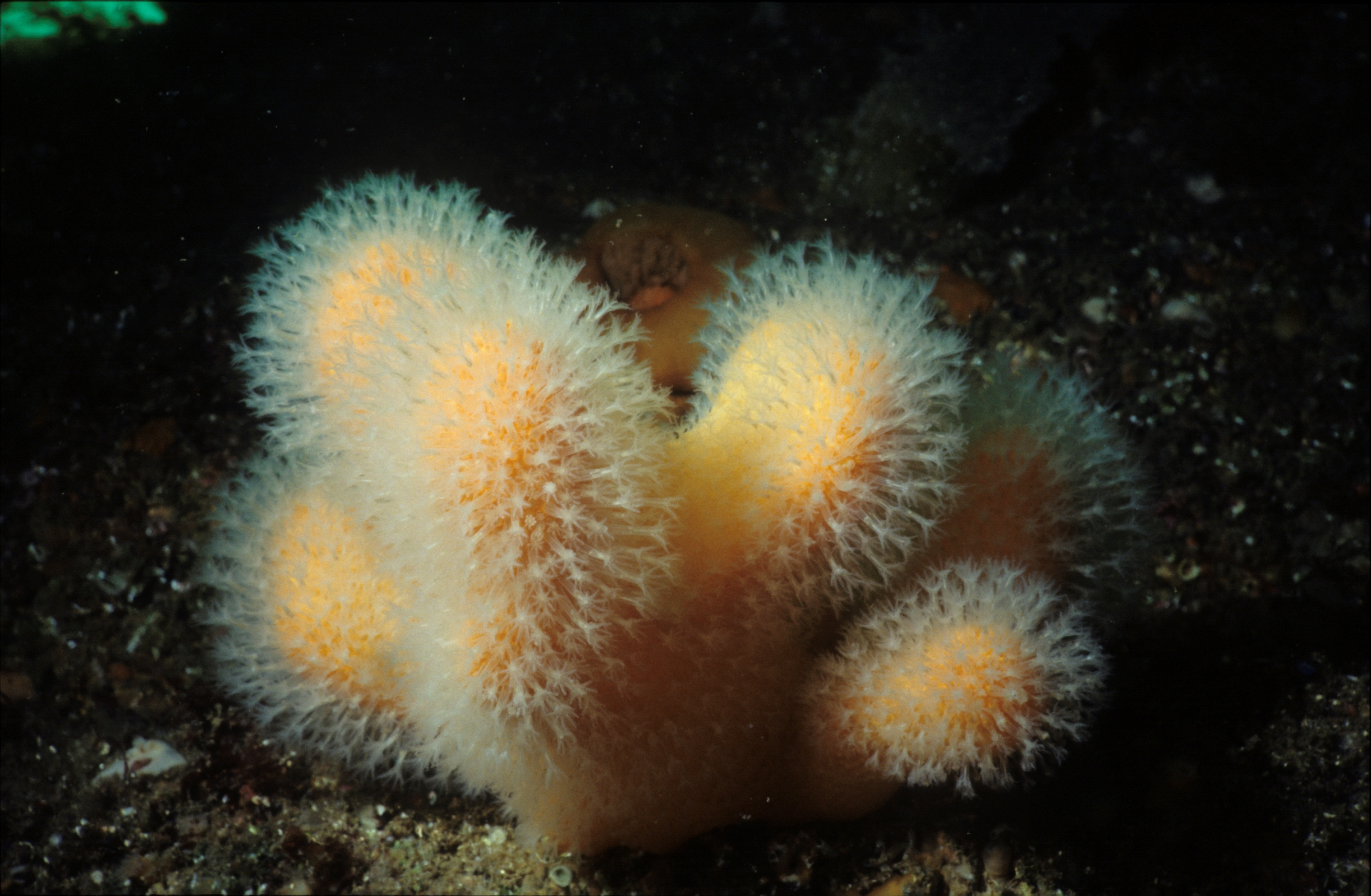
Un esempio di Octocorallo presente nel parco

La costituzione dei fondali è varia, si va da bassi pascoli di zostere a fondi duri e rocciosi. Una delle due barriere coralline conosciute della Svezia si trova qui, e fornisce un comodo habitat naturale per le forme di vita presenti.
Alcune delle specie qui individuabili sono spugne marine, coralli, la cozza Acesta excavata, brachiopodi, ascidie, il corallo Kophobelemnon stelliferum (assente altrove in Svezia), bonellie, aragoste norvegesi e granchi.

### Vegetazione sulle isole
Il paesaggio sulla terraferma è estremamente vario: all'interno sono presenti aree di terra coltivata, in contrasto con zone più aride, ricche di rocce nude, sabbia e spiagge di ciottoli. La differenza è quindi significativa, nonostante la scarsa distanza.
Sulla terra si trovano circa 6.000 forme di piante, animali, funghi e licheni. Molte delle specie individuabili a Koster e nelle isolette adiacenti sono a grave rischio di estinzione. Esempi sono la scorzonera bianca, l’eringio marino e il papavero giallo.
La vicinanza al mare, il clima mite, e le particolari caratteristiche della roccia favoriscono inoltre la crescita di piante che necessitano un terreno ricco di calce. Alcune tipiche piante marine di Koster sono il tiglio nostrano, il ranuncolo Alkali (Ranunculus cymbalaria), l’agrifoglio marino (che cresce lungo la costa orientale dello stretto di Koster), e l’erba ostrica.

## Popolazione locale
Le isole Koster sono state abitate almeno dal XIIII secolo, e il loro insediamento ha avuto particolari implicazioni nella loro storia e nello sviluppo. Gran parte dell’area è stata designata come interesse nazionale per la conservazione del patrimonio culturale, e quando il parco nazionale di Kosterhavet fu istituito, la popolazione locale approvò la decisione e i residenti furono coinvolti nello sviluppo dell’area.
Oggi nell'area di Kosterhavet c'è una comunità locale di 20.000 residenti. Il turismo e la pesca di gamberi, scampi, aragoste e sgombri sono le principali attività. L’acquacoltura, l’allevamento di molluschi e ostriche diffuso da queste parti, è permessa nella misura in cui non reca danno all’ambiente.
Nonostante la tutela del parco nazionale, sono presenti anche pratiche di caccia. Una caratteristica nella pianificazione del Parco Nazionale di Kosterhavet era infatti quella di limitare il meno possibile l'uso tradizionale delle risorse locali. L'Agenzia Svedese per la Protezione dell'Ambiente ha quindi deciso che era compatibile con l'obiettivo del parco nazionale consentire la caccia agli uccelli marini, pur sotto determinate condizioni.
Inoltre, la terra è usata anche come pascolo per pecore, mucche e cavalli e per l'agricoltura, effettuata secondo schemi tradizionali.